# Pümperstraße

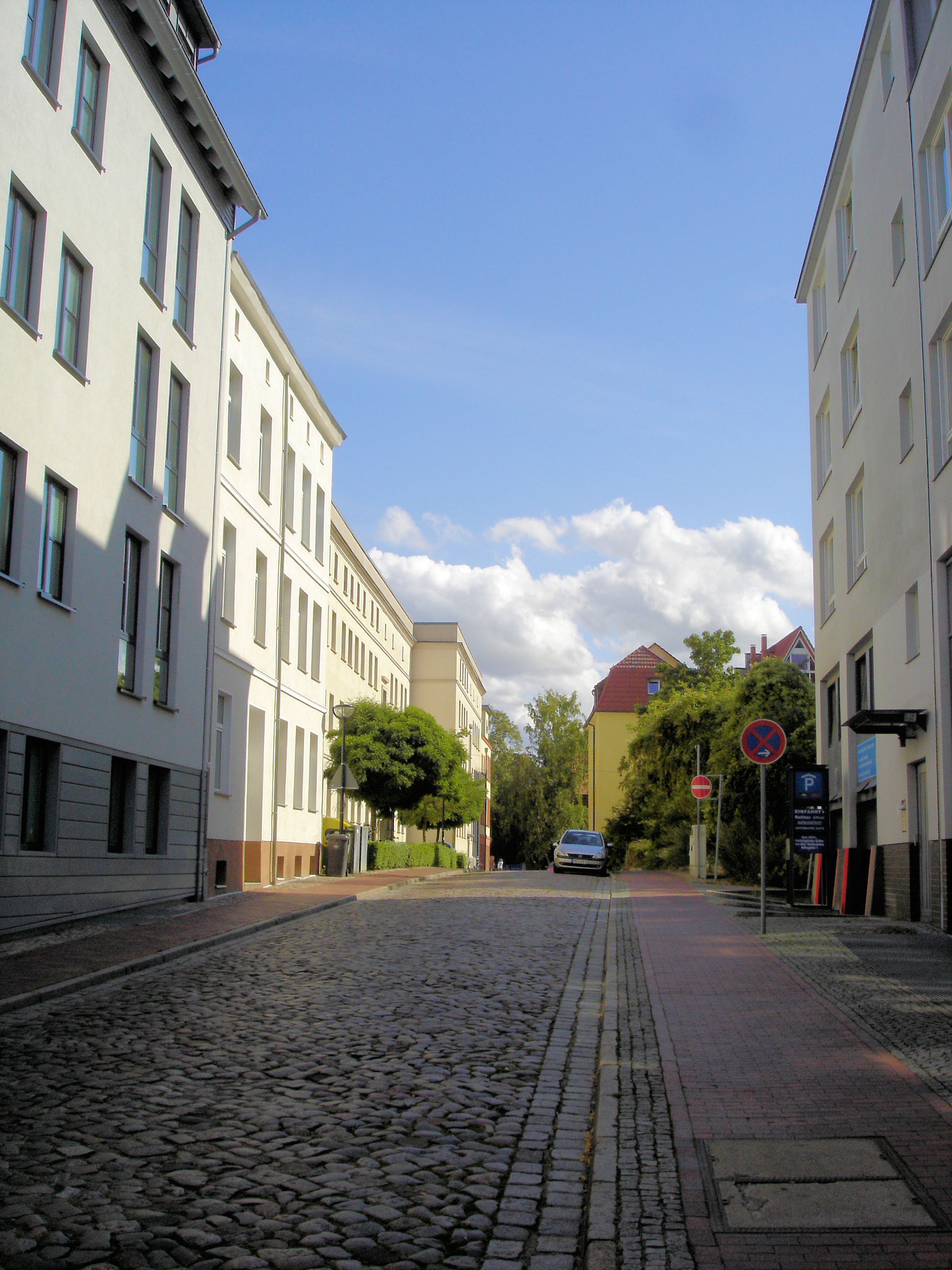
Pümperstraße

Die Pümperstraße in Rostock ist eine historische Straße im historischen Stadtkern der Hansestadt. Sie verbindet in Nord-Süd-Richtung die Große Wasserstraße mit dem Beginenberg und knickt etwas in Richtung Osten ab. Sie ist Teil der ehemaligen Rostocker Mittelstadt.
Im Jahre 1274 wurde sie als Oltmakenigenstraße, was so viel wie Altflickerstraße bedeutet, ersterwähnt. Ab 1418 wird sie dann unvermittelt als Pümperstraße bezeichnet. Die Namensherkunft ist unklar, zumindest denkbar wäre es, dass sich in ihrem Verlauf Wasserpumpen befanden. Innerhalb des sozialen Gefüges des hansischen Rostock hatte die Pümperstraße eine mittlere Bedeutung. Dies wird durch die Tatsache, dass ihre Westseite als Hinterhof ihrer westlichen Parallelstraße, der Steinstraße, diente, offensichtlich. Auf der Ostseite hingegen standen zu gleichen Teilen Giebelhäuser und Buden, an die meist Keller, der Wohnort der ärmsten Bürger, angeschlossen waren. Die Nordostseite aber war im 17. und 18. Jahrhundert Wohnort mehrerer Adelsfamilien (eine Seltenheit in einer Bürgerstadt wie Rostock).
Den Großen Stadtbrand von 1677 überstand die Pümperstraße ohne Schaden, allerdings wurde sie in den Bombennächten Ende April 1942 vollständig vernichtet. Bis heute klaffen in ihr große Baulücken. Die Pümperstraße ist in südlicher Richtung für den Kraftverkehr zugelassen.

## Quelle
- Ernst Münch, Ralf Mulsow: Das alte Rostock und seine Straßen. Redieck und Schade, Rostock 2006, ISBN 3-934116-57-4.

Koordinaten: 54° 5′ 16″ N, 12° 8′ 31″ O